# Barzago
Barzago (lombardul: Barzagh) település Olaszországban, Lombardia régióban, Lecco megyében. Lakosainak száma 2368 fő (2023. január 1.). Barzago Barzanò, Bulciago, Cremella, Dolzago, Sirone, Castello di Brianza, Garbagnate Monastero és Sirtori községekkel határos.

## Népesség
A település népességének változása:
| Lakosok száma | 2429 | 2408 | 2368 |
|               | 2017 | 2018 | 2023 |